# 曾皓文
曾皓文，香港及新加坡導演、電視劇監製。
1970年代初到香港發展，在加入影視圈前曾做過導遊、股票交易員等，他在1973年考入香港麗的電視藝員訓練班，畢業後調入去配音組工作。
1977年轉投佳藝電視先在藝員管理部門任職了半年，然後轉任助理編導。
1978年佳視倒閉後重返麗的電視配音組工作，1979年被時任麗的戲劇組監製李兆熊調入戲劇組任助理編導，1981年升任編導。
1983年離開亞洲電視（前身為麗的電視）到新加發展，及後於1986－1988年間重返香港任職於無綫電視，不久即重返新加坡，在新加坡參與的知名電視劇有《霧鎖南洋》、《浮沉》、《潮州家族》等亦有到過中國內地拍攝電視劇及電影。

## 外部連結
- 曾皓文：胡歌钟汉良米雪范文芳很棒！新加坡剧巅峰难复制